# Veijo Mikkolainen
Veijo Veikko Mikkolainen (* 25. August 1924 in Kivennapa, heute Teil von Russland; † 7. April 2013 in Valkeakoski) war ein finnischer Ruderer.

## Biografie
Veijo Mikkolainen belegte bei den Olympischen Sommerspielen 1952 in Helsinki zusammen mit Toimi Pitkänen und Erkki Lyijynen in der Zweier mit Steuermann-Regatta den 5. Platz. Zudem nahm er an den Europameisterschaften 1953 teil und wurde 1952 und 1953 finnischer Meister im Zweier mit Steuermann.